# Zdeněk Nedvěd (1945)
Zdeněk Nedvěd (* 16. února 1945, Lány) je bývalý český hokejový útočník. Jeho syn Zdeněk hrál NHL za Toronto Maple Leafs, další syn Roman hrál v lize za Kladno.

## Hokejová kariéra
V lize hrál za Duklu Košice a TJ SONP Kladno (1962 a 1967–1978), nastoupil ve 402 ligových utkáních, ve kterých dal 141 gólů. S Kladnem získal v letech 1975–1978 čtyřikrát mistrovský titul a jednou získal PMEZ. Po skončení ligové kariéry hrál za TJ Lokomotiva Beroun, jako hrající trenér za TJ ČKD Slaný a v závěru kariéry za Hvězdu Kladno. Za Kladno nastoupil v 715 utkáních a dal 374 gólů.

## Klubové statistiky
| Sezona    | Klub              | Soutěž  | Základní část | Základní část | Základní část | Základní část | Základní část |
| Sezona    | Klub              | Soutěž  | Z             | G             | A             | B             | TM            |
| --------- | ----------------- | ------- | ------------- | ------------- | ------------- | ------------- | ------------- |
| 1967/1968 | TJ SONP Kladno    | 1. liga | 28            | 10            | 4             | 14            | 18            |
| 1968/1969 | TJ SONP Kladno    | 1. liga | 33            | 11            | 7             | 18            | 10            |
| 1969/1970 | TJ SONP Kladno    | 1. liga | 36            | 11            | 2             | 13            | 10            |
| 1970/1971 | TJ SONP Kladno    | 1. liga | 36            | 12            | 6             | 18            | 14            |
| 1971/1972 | TJ SONP Kladno    | 1. liga | 35            | 9             | 7             | 16            | 12            |
| 1972/1973 | TJ SONP Kladno    | 1. liga | 36            | 19            | 2             | 21            | 17            |
| 1973/1974 | TJ SONP Kladno    | 1. liga | 44            | 18            | 9             | 27            | 14            |
| 1974/1975 | TJ SONP Kladno    | 1. liga | 38            | 12            | 7             | 19            | 2             |
| 1975/1976 | TJ SONP Kladno    | 1. liga | 28            | 7             | 14            | 21            | 28            |
| 1976/1977 | TJ SONP Kladno    | 1. liga | 44            | 13            | 18            | 31            | 12            |
| 1977/1978 | Poldi SONP Kladno | 1. liga | 44            | 19            | 9             | 28            | 20            |